# Katia Coppola
Katia Coppola (Como, 5 maggio 1993) è una giocatrice di calcio a 5 ed ex calciatrice italiana, di ruolo attaccante.

## Biografia
Katia Coppola nasce a Como ma cresce con i genitori a Lurate Caccivio, comune ad una decina di chilometri dal capoluogo. Fin da piccolissima è attirata dal calcio tanto che all'età di soli 4 anni i genitori la tesserano con l'Itala, società sportiva del centro del comasco.

## Carriera

### Calcio a 11

#### Club
Nel 2005, all'età di 12 anni, viene notata dagli osservatori del Como 2000 il quale le propone di tesserarsi per la società comasca per giocare nelle proprie selezioni giovanili. Coppola si mette in luce conquistandosi ben presto la fiducia della società che decide di inserirla nella rosa della prima squadra.
Fa il suo esordio in Serie A2, l'allora secondo livello del campionato italiano femminile di calcio, nel corso del campionato 2007-2008 e a fine stagione risulterà essere scesa in campo in otto occasioni. Con le Azzurre rimane cinque stagioni, delle quali la 2010-2011 risulta la più significativa nella carriera della giocatrice conquistando il titolo di capocannoniere della Serie A2 (Girone A) con 21 reti all'attivo su 22 incontri disputati e che, pur perdendo lo spareggio ai play off con il Milan, per la rinuncia al campionato della Reggiana le consente l'esordio in Serie A. La stagione 2011-2012 è anche l'ultima in maglia azzurra per Katia Coppola che contribuisce, con i suoi 8 gol su 22 partite disputate, a far raggiungere alla società l'ottava posizione, il miglior risultato in assoluto per il Como 2000.
Nel 2012, complice la necessità di conciliare lo sport con il lavoro, coglie l'opportunità offertale dal Rapid Lugano, società dell'omonima città svizzera che in quel momento disputa la Lega Nazionale B, il secondo livello del campionato svizzero femminile di calcio. Coppola fa il suo debutto alla 10ª di campionato della stagione 2012-2013 il 31 ottobre, allo stadio Stadio Comunale Cornaredo, nella partita vinta per 3-1 sulle avversarie del Malters/Wolhusen, e andando a segno per la prima volta l'incontro successivo, dove sigla la prima (13') e l'ultima (85') rete con la quale la squadra si impone sul campo del Rapperswil-Jona per 6-1. Alla sua prima stagione svizzera chiude la stagione regolare con un tabellino personale di 17 reti in 14 incontri, 11 e 9 nella stagione regolare più altri 6 in 5 partite nel girone di relegazione. Con le arancionere rimane anche la stagione successiva, nella quale riesce ad andare a segno in oltre 20 occasioni.
Nell'estate 2014 prende la decisione di ritornare in Italia accordandosi con l'Inter Milano, neoretrocessa in Serie B, l'attuale secondo livello calcistico femminile italiano, con la quale cercherà di conquistare per la seconda volta il diritto di giocare in Serie A. Nella stagione 2014-2015 il suo apporto alla squadra è determinante per rimanere costantemente nella parte alta della classifica del girone B, fallendo però la promozione, siglando 15 reti su 21 presenze in campionato, migliore realizzatrice delle nerazzurre, alle quali si aggiunge anche un gol agli ottavi di finale di Coppa Italia.
Durante il successivo calciomercato estivo si trasferisce al Milan Ladies, giocando nuovamente in Serie B il campionato entrante. Ancora una volta Coppola risulta essere l'attaccante più prolifica della squadra che, grazie alle sue 25 reti su 22 presenze in campionato, garantisce la salvezza del Milan Ladies che conclude la stagione al nono posto.
Nell'estate del 2016 passa al Cuneo con cui disputa la prima parte della stagione 2016-2017. Nel corso della sessione invernale di calciomercato lascia il Cuneo per fare ritorno dopo quattro anni al Como 2000. Pur avendo realizzato 6 reti con il club comasco nella seconda parte della stagione 2016-2017, prestazione che ne fanno la migliore realizzatrice per la squadra, al termine del campionato non riesce a essere sufficiente per risalire dal fondo classifica ed evitare la retrocessione. Come da regolamento il Como 2000, classificatosi al nono posto, deve disputare i play-out in partita secca con il San Zaccaria, incontro che perde 3-0.
Durante il calciomercato estivo 2017 Coppola si trasferisce al neopromosso Fimauto ChievoVerona Valpo, alla sua seconda partecipazione alla Serie A, per la stagione 2017-2018. L'esperienza si rivela positiva, con Coppola che su 17 presenze di campionato va a segno in 4 occasioni, risultando la terza marcatrice della squadra dopo Valentina Boni e Silvia Fuselli, entrambe con 5 reti, e contribuendo a far conquistare alla Valpo il sesto posto e la conseguente salvezza.

#### Nazionale
Dal 2010 viene convocata alle selezioni per le giovanili della nazionale di calcio femminile italiana seguendo la trafila delle varie selezioni per età passando dalla formazione Under-17 all'Under-19 e infine alla Under-20.
Nel giugno 2012 il coordinatore delle squadre nazionali giovanili femminili Corrado Corradini la convoca nella nazionale Under-20 che si avvia a giocare la fase a gironi, gruppo B, del Mondiale del Giappone Coppola viene impiegata in tutte le tre partite, scendendo in campo da titolare nelle prime due, che disputano le Azzurrine, riuscendo a conquistare però un solo punto e concludendo subito l'avventura con l'eliminazione dal torneo.

### Calcio a 5
Nell'estate 2018 Coppola decide di cambiare disciplina trovando un accordo con l'Audace Verona per giocare in Serie A2, secondo livello del campionato italiano di calcio a 5 femminile, per la stagione 2018-2019 conclusa con 58 goal tra campionato, play off e Coppa Italia.

## Statistiche

### Presenze e reti nei club
Aggiornato al 13 maggio 2018.
| Stagione            | Squadra             | Campionato          | Campionato | Campionato | Coppe nazionali | Coppe nazionali | Coppe nazionali | Totale | Totale |
| Stagione            | Squadra             | Comp                | Pres       | Reti       | Comp            | Pres            | Reti            | Pres   | Reti   |
| ------------------- | ------------------- | ------------------- | ---------- | ---------- | --------------- | --------------- | --------------- | ------ | ------ |
| 2007-2008           | Como 2000           | A2                  | 8          | 0          | CI              | ?               | ?               | ?      | ?      |
| 2008-2009           | Como 2000           | A2                  | 4          | 0          | CI              | ?               | ?               | ?      | ?      |
| 2009-2010           | Como 2000           | A2                  | 17         | 13         | CI              | ?               | ?               | ?      | ?      |
| 2010-2011           | Como 2000           | A2                  | 23         | 21         | CI              | ?               | ?               | ?      | ?      |
| 2011-2012           | Como 2000           | A                   | 22         | 8          | CI              | ?               | ?               | ?      | ?      |
| Totale Como 2000    | Totale Como 2000    | Totale Como 2000    | 74         | 42         |                 | ?               | ?               | ?      | ?      |
| 2012-2013           | Rapid Lugano        | LNB                 | ?          | ?          | CS              | ?               | ?               | ?      | ?      |
| 2013-2014           | Rapid Lugano        | LNB                 | ?          | 13         | CS              | ?               | ?               | ?      | ?      |
| Totale Rapid Lugano | Totale Rapid Lugano | Totale Rapid Lugano | ?          | ?          |                 | ?               | ?               | ?      | ?      |
| 2014-2015           | Inter Milano        | B                   | 21         | 15         | CI              | ?               | ?               | ?      | ?      |
| 2015-2016           | Milan Ladies        | B                   | 22         | 25         | CI              | ?               | ?               | 22     | 25     |
| lug.-dic. 2016      | Cuneo               | A                   | 6          | 0          | CI              | 2               | 1               | 8      | 1      |
| dic. 2016-2017      | Como 2000           | A                   | 11+1       | 6          | CI              | 0               | 0               | 12     | 6      |
| 2017-2018           | Valpolicella        | A                   | 17         | 4          | CI              | 2               | 0               | 19     | 4      |
| Totale carriera     | Totale carriera     | Totale carriera     | ?          | ?          |                 | ?               | ?               | ?      | ?      |

## Palmarès

### Club
- Campionato italiano di Serie A2: 1

Como 2000: 2010-2011

### Individuali
- Capocannoniere della Serie A2: 1

Como 2000: 2010-2011 (21 reti - Girone A)